# Reino da Hungria (1526–1867)
Hungria Real era a parte do Reino da Hungria medieval, onde os Habsburgos foram reconhecidos como reis da Hungria, na sequência da vitória otomana na batalha de Mohács (1526) e da subsequente partição do país.
Outras partes do país foram divididas como o território central, que foi ocupado pelo Império Otomano (ver: Hungria otomana) e o Reino da Hungria Oriental, a leste, que mais tarde tornou-se o Principado da Transilvânia.

## Reis Habsburgos

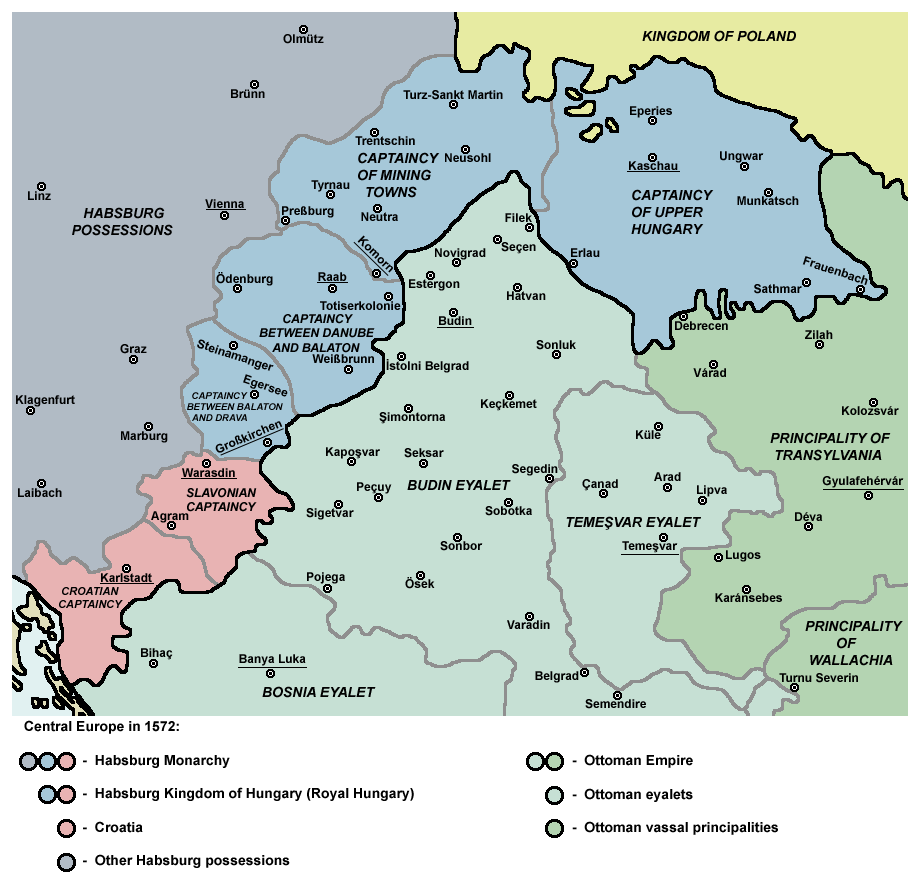

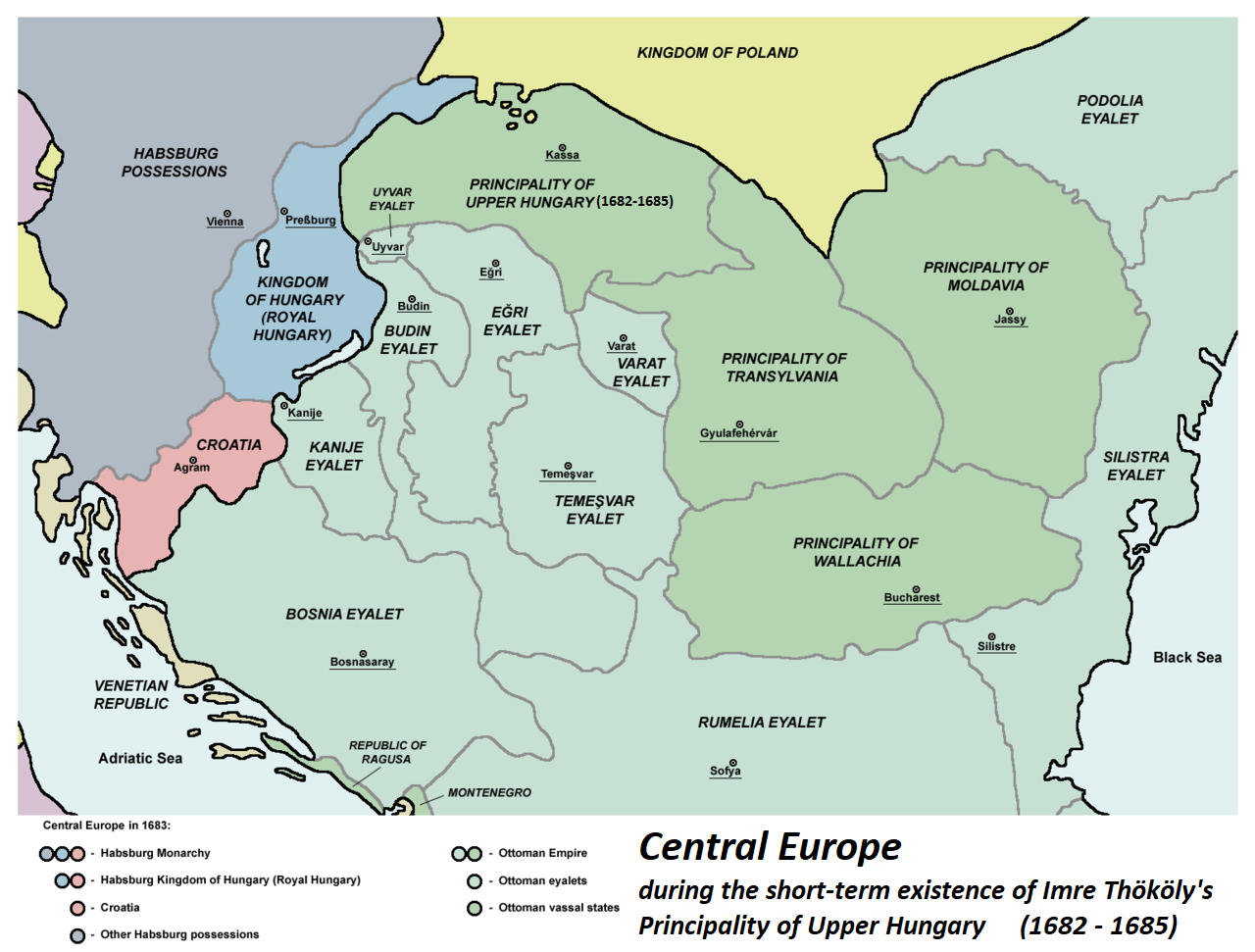
Hungria Real, Principado da Transilvânia e Hungria otomana a cerca de 1683.

Os Habsburgos, uma dinastia influentes do Sacro Império Romano foram eleitos reis da Hungria e fizeram um juramento sobre a Constituição do Reino da Hungria na coroação. [carece de fontes?]. Após a conquista dos Habsburgos da Hungria otomana, o termo Hungria Real caiu em desuso. [carece de fontes?], e os imperadores dirigiram sua posse com a denominação de "Reino da Hungria." [carece de fontes?].
A Hungria Real tornou-se uma pequena parte do Império Habsburgo e gozava de pouca influência, em Viena. O Rei Habsburgo controlava diretamente os assuntos financeiros, militares e estrangeiros da Hungria Real, e as tropas imperiais guardavam suas fronteiras. Os Habsburgos evitavam preencher os cargos públicos com palatinos para impedir que o titular acumulasse muito poder. Além disso, a chamada "questão turca" dividiu os Habsburgos e os húngaros: Viena queria manter a paz com os otomanos, os húngaros queriam os otomanos depostos. Como os húngaros reconheciam a debilidade de sua posição, muitos se tornaram anti-Habsburgos. Eles reclamaram dominação estrangeira, o comportamento das guarnições estrangeiras, e do reconhecimento dos Habsburgos da soberania turca na Transilvânia. Os protestantes, que foram perseguidos na Hungria Real, consideravam a Contra-Reforma, uma ameaça maior do que os turcos, no entanto.
A rápida propagação da Reforma Protestante, e início do século XVII dificilmente as famílias nobres permaneceram católicas . O Arcebispo Péter Pázmány reorganizou a Igreja Católica na Hungria Real e liderou uma Contra-Reforma, que inverteu os ganhos protestantes na Hungria Real, utilizando a persuasão, em vez da intimidação. A Reforma causou divisões entre os católicos, que muitas vezes ficaram ao lado dos Habsburgos, e protestantes, que desenvolveram uma forte identidade nacional e tornaram-se rebeldes nos olhos austríacos. Uma separação também desenvolveu-se principalmente entre os magnatas católicos e protestantes, principalmente os nobres menores.